# Мещёрский переулок
Мещёрский переулок находится в Юго-Восточном административном округе города Москвы на территории Рязанского района. Нумерация домов ведётся от ул. Фёдора Полетаева.

## История
Переулок входил в состав пгт Ново-Кузьминки и был образован 17 августа 1960 г. в результате объединения Октябрьской улицы и Школьного проезда. 27 января 1967 получил современное название по прилегающему к Московской области Мещёрскому краю (полесью) в связи с расположением переулка в юго-восточной части Москвы.

## Расположение
Мещёрский переулок начинается от улицы Фёдора Полетаева и идёт на северо-восток до 1-й Новокузьминской улицы. Имеет дома только по чётной стороне.

## Транспорт
Общественный транспорт по переулку не ходит. Возле пересечения с ул. Фёдора Полетаева имеется остановка автобусов №159, Вч, Вк «Окская улица».

### Метро
- Станция метро «Окская» Некрасовской линии - в 270 м на север от пересечения с 1-й Новокузьминской улицей.
- Станция метро «Рязанский проспект» Таганско-Краснопресненской линии — в 750 м на северо-восток от пересечения с 1-й Новокузьминской улицей.